# Fuyuansaurus acutirostris
Il fuyuansauro (Fuyuansaurus acutirostris) è un rettile estinto, appartenente ai protorosauri. Visse nel Triassico medio (Ladinico, circa 240 milioni di anni fa) e i suoi resti fossili sono stati ritrovati in Cina.

## Descrizione
Questo animale doveva essere lungo meno di un metro, ed è noto grazie a un esemplare incompleto con tanto di cranio. Sembra che Fuyuansaurus fosse un animale snello, dalla forma e dimensioni simili a quelle di una grossa lucertola attuale. L'aspetto doveva essere molto simile a quello di un altro protorosauro vissuto in Europa e in Asia, Macrocnemus, soprattutto nelle proporzioni del collo (che doveva essere più lungo del tronco, con 12 o 13 vertebre cervicali). I denti erano piccoli e a forma di aghi, come anche in altri protorosauri. Al contrario di Macrocnemus e Tanystropheus, tuttavia, Fuyuansaurus era dotato di un muso allungato e sottile. Era inoltre sprovvisto di una finestra tiroidea, anche se vi era una leggera separazione del pube e dell'ischio vicino alla sinfisi pubica. 

## Classificazione
Fuyuansaurus acutirostris venne descritto per la prima volta nel 2013, sulla base di un fossile ritrovato nella formazione Falang in Cina meridionale (provincia di Yunnan). Sembra che Fuyuansaurus fosse strettamente imparentato con altri rettili dal collo lungo, di incerta collocazione sistematica, noti come tanistrofeidi; questi animali, tra cui le forme eurasiatiche Tanystropheus e Macrocnemus, sono incluse nei protorosauri, un gruppo di rettili forse imparentati alla lontana con gli arcosauri. 

## Paleoecologia
Fuyuansaurus doveva essere un piccolo rettile insettivoro, che probabilmente si nutriva di insetti e altri piccoli animali. Nella stessa zona viveva una specie del genere Macrocnemus (M. fuyuanensis).